# Heliolonche melicleptrioides
Heliolonche melicleptrioides là một loài bướm đêm trong họ Noctuidae.